# 德瓦斯縣
德瓦斯縣是印度的一個縣，位於該國中部，由中央邦負責管轄，面積7,020平方公里，識字率為70.53%，人口在2001至2011年期間增長19.48%，2011年人口1,563,107，人口密度每平方公里223人。

## 外部連結
- Dewas District web site （页面存档备份，存于）
- （页面存档备份，存于） List of places in Dewas

22°57′36″N 76°03′00″E / 22.96000°N 76.05000°E